# Justus A. Waller
För den tidigare räddningskryssaren, se Räddningskryssaren Justus A. Waller
Justus Adalrik Waller, född 20 augusti 1848 i Göteborg, död där 4 augusti 1930, var en svensk grosshandlare och skeppsredare, verksam i Göteborg.

## Biografi
Föräldrar var bagarmästaren Nils Andersson och Helena Lang. Han genomgick Göteborgs handelsinstitut på 1860-talet och fick anställning på ett handelskontor i Göteborg. Efter en tid i Storbritannien 1870-1872, etablerade han sig i Göteborg. Från 1873 var han lärare vid handelsinstitutet och sedan 1874 hade han egen firma Trävaru_Aktiebolaget. År 1881 grundade han en ytterligare firma som bedrev trävaruexport och rederiverksamhet och 1888 bildade han med olika intressenter Rederi AB Concordia som kom att äga flera ångfartyg. 
Waller var ledamot flera kommittéer, såsom järnvägsorganisationskommittén, järnvägstaxekommittén, järnvägsfullmäktige 1907, gasverksstyrelsen och ordförande i sjöfartskommittén. Åren 1891-1906 var han ledamot i Göteborgs stadsfullmäktige och vice ordförande där 1906-1917, samt ledamot och ordförande i drätselkammaren 1894-1911. Han innehade många styrelseuppdrag, bland annat i Hamnstyrelsen och Osbeckska fonden, Västergötland-Göteborgs järnvägs AB och Bergslagernas järnvägs AB samt i flera rederier.
Han grundade 1899 AB Lödöse Varf.
Waller gifte sig 1876 med bagarmästardottern Maria Ericsson. Han är begravd på Östra kyrkogården i Göteborg.

## Utmärkelser
- Kommendör av första klassen av Vasaorden, 6 juni 1912.[10]
- Riddare av Nordstjärneorden, 1903.[11]